# Lady Starlight
Colleen Martin (Nova York, 23 de desembre de 1975), professionalment anomenada Lady Starlight, és una DJ, cantant i ballarina estatunidenca.
Es va donar a conèixer per ser una de les amigues de l'ara famosa Lady Gaga, amb la qual va començar la seva carrera musical, i ha realitzat també nombroses col·laboracions amb la banda de pop-rock Semi Precious Weapons i el DJ Surgeon.

## Biografia i carrera artística

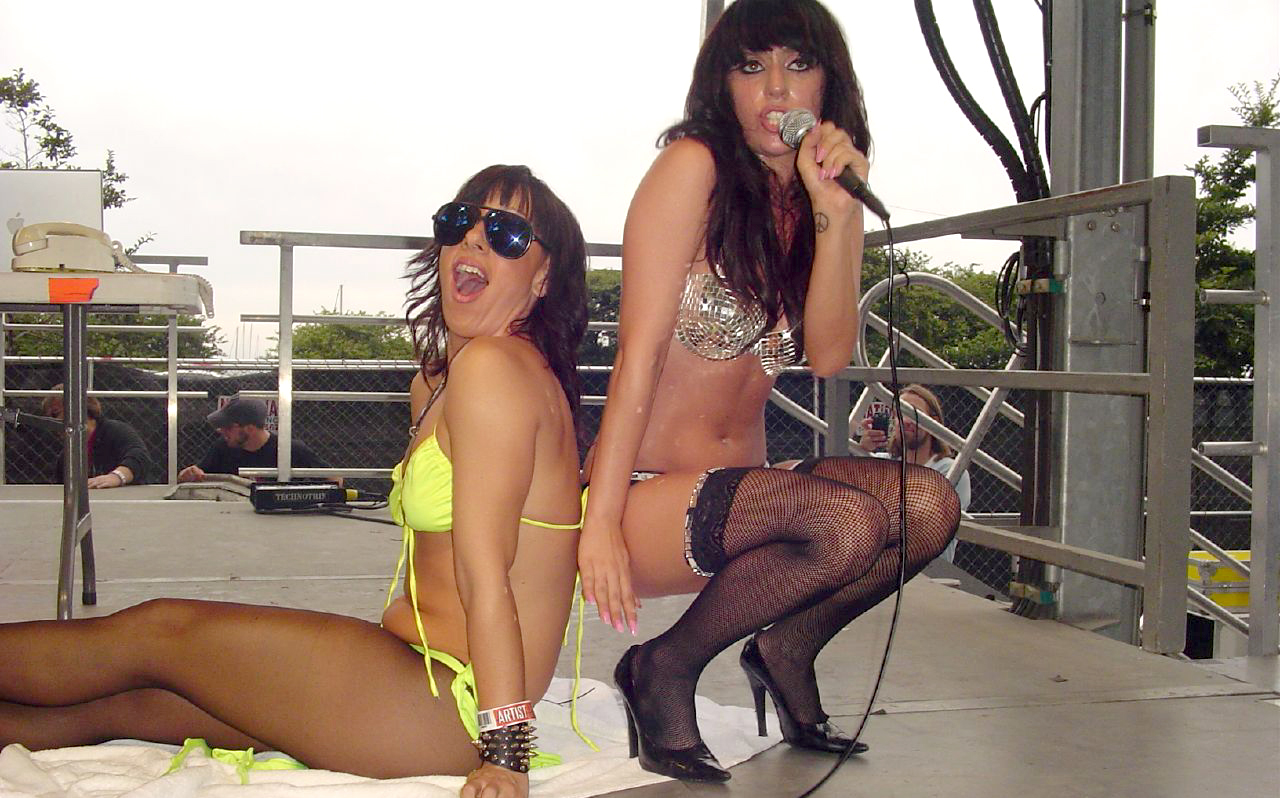
Gaga i Starlight al Lollapalooza de 2007.

Colleen va conèixer Lady Gaga a l'estiu de 2006, quan les dues tenien una presentació en un bar poc conegut de Nova York, amb un xou de rock integrant-hi el piano. Totes dues amb el sobrenom de Lady, van establir una relació amistosa i musical. Totes dues van participar en el festival Lollapalooza 2007, interpretant temes com «Disco Heaven», que després formaria part de l'àlbum debut de Lady Gaga, The Fame. En col·laboració amb Gaga, Starlight va obrir concerts del Monster Ball Tour i va participar en el reconegut Born This Way Ball World Tour (2012-2013) com a telonera. També va col·laborar com a DJ a la gira Artrave: The Artpop Ball Tour.

## Art i influències
Colleen ha esmentat una vegada i una altra,que les més grans inspiracions musicals per a ella van ser i són bandes reconegudes del metal com Iron Maiden i Judas Priest, en no deixar d'homenatjar-los els seus vestuaris o sons instrumentals. La seva carrera musical sempre ha estat acompanyada de solos de guitarra elèctrica, interludis en bateria i últimament treballs com a DJ. El seu show al Born This Way Ball World Tour consistí en una plataforma giratòria en què vestida de mòmia i vestits excèntrics ballava balades i temes de heavy metal, canviant el seu vestuari cada vegada que es reproduïa un tema i representant i actuant la lletra dels temes presentats, tot això mentre la banda The Darkness es preparava per obrir l'entrada de Lady Gaga.

## Polèmica
El 2010 es van filtrar fotos de Gaga amb Colleen en postures sexuals, la qual cosa va desencadenar la polèmica als mitjans. Aquestes fotografies van ser fetes entre els anys 2006 i 2007, quan cap de les dues era famosa.

## Discografia
- 2014: Operator